# Лох Ерн
Лох Ерн (на ирландски: Loch Éirne, на английски: Lough Erne) e езеро в Северна Ирландия, най-дълбокото на остров Ирландия.
Разположено е на 46 m н.в., в южната част на ниската планина Донигал, в крайната западна част на Северна Ирландия. Простира от северозапад на югоизток на протежение от 42 km, ширина до 19 km, площ 123 km². Максимална дълбочина 65 m, водосборен басейн 4350 km². Бреговете му са високи, обрасли с гори. В него има 154 малки острова. През езерото протича река Ерн, вливаща се в югоизточния му ъгъл, изтичаща от западния и вливаща се в заливи Донигал на Атлантическия океан. Развива се местно риболовство.
По време на Втората световна война във водите на езерото е действала база на Бреговото командване RAF Касъл Аркдейл, оперираща с летящи лодки (хидроплани), предимно Short Sunderland и PBY Catalina. Ирландското правителство разрешило на хидропланите да пресичат тясната ивица ирландска територия на запад от езерото, което предотвратявало необходимостта да се обикаля територията на неутрална Ирландия от север и по този начин се увеличавал радиусът на действие на авиацията. Един от хидропланите, с частично американски екипаж, на 26 май 1941 г. открива германския линкор „Бисмарк“, което довежда до серия от атаки върху него и последващото му потопяване. През 1945 г. базета е ликвидирана.